# Kangta & Vanness
Kangta & Vanness（カンタ & ヴァネス）は、韓国出身のダンス・アイドルグループ『H.O.T.』の元メンバーKangta（カンタ）と、台湾出身のアイドルユニットグループ『F4』のメンバーVanness（ヴァネス）の2人で結成されたユニットグループ。
ユニット結成のきっかけは、2004年5月8日に台湾で開催された「金曲獎(Golden Melody Awards)」で2人が共演したことから。

## 来歴
- 2006年4月27日 - ユニット結成を発表[1]。
- 5月6日 - バンコクで開催された「MTV Asia Awards」に出演[2][3][4]。
- 5月10日 - ソウルの延世大学校にて『SCANDAL』と『127日』の2曲を発表[5]。
- 5月19日 - 初のアルバム『SCANDAL』が韓国で発売。その後、台湾、香港（6月18日）、日本（7月5日）でも発売され、さらにミュージックビデオが北京語と韓国語の2バージョン撮影され、発売（8月13日）。
- 7月27日、28日 - 韓国のテグと釜山、香港でサイン会を開催[6]。
- 9月22日、23日 - 中国・人民大会堂にてイベント開催。通常は国際会議などにのみ利用される場所が、イベントに利用許可された事が話題となる[7][8]。
- 2007年6月30日、7月1日 - SMエンタテインメントが主催する「SM Town Summer Concert」がソウル・オリンピックパークにて開催され、再びパフォーマンスを披露。

## メンバー
- Kangta（カンタ）
- Vanness（ヴァネス）

## 音楽活動

### アルバム
- 『SCANDAL』 2006年7月5日 日本版発売